# Dagmar Neubauer
Dagmar Neubauer, geb. Rübsam, (* 3. Juni 1962 in Suhl) ist eine ehemalige deutsche Leichtathletin. Sie erzielte ihre größten Erfolge mit der 4-mal-400-Meter-Staffel der DDR, mit der sie 1983 und 1987 Weltmeisterin wurde.

## Leben
Sie wurde 1979 Junioreneuropameisterin im 400-Meter-Einzelrennen und mit der Staffel. 1981 und 1982 wurde sie DDR-Meisterin in der Halle, 1982 auch im Freien. Bei den Halleneuropameisterschaften 1982 gewann sie die Silbermedaille. Bei den Europameisterschaften im selben Jahr wurde Rübsam Europameisterin mit der Staffel und im Einzel erreichte sie Rang sechs. Im folgenden Jahr gewann sie auch bei den Weltmeisterschaften in Helsinki mit der Staffel Gold und wurde Siebte im Einzelfinale.
Bei den Halleneuropameisterschaften 1985 wurde sie hinter ihrer Mannschaftskameradin Sabine Busch. In Rom konnte Rübsam 1987 mit der Staffel den Weltmeistertitel verteidigen. 1988 gewann sie bei den Halleneuropameisterschaften Bronze und auch bei den Olympischen Spielen in Seoul wurde sie mit der Staffel Dritte.
Neubauer startete für den SC Turbine Erfurt und trainierte bei Eberhard König. In ihrer aktiven Zeit war sie 1,70 m groß und wog 58 kg. In den nach der Wende öffentlich gewordenen Unterlagen zum Staatsdoping in der DDR fand sich bei den gedopten Sportlerinnen auch der Name von Neubauer.

## Erfolge im Einzelnen
- 1982: Europameisterschaften: Platz 1 in der 4-mal-400-Meter-Staffel (3:19,05 min, zusammen mit Kirsten Siemon, Sabine Busch, Marita Koch); Platz 6 im 400-Meter-Lauf (50,76 s)
- 1983: Weltmeisterschaften: Platz 1 in der 4-mal-400-Meter-Staffel (3:19,73 min, zusammen mit Kerstin Walther, Sabine Busch, Marita Koch); Platz 7 im 400-Meter-Lauf (50,48 s)
- 1987: Weltmeisterschaften: Platz 1 in der 4-mal-400-Meter-Staffel (3:18,63 min, zusammen mit Cornelia Ullrich/Vorlauf, Kerstin Walther, Sabine Busch/Endlauf, Kirsten Emmelmann, Petra Müller); im 400-Meter-Halbfinale ausgeschieden
- 1988: Olympische Spiele: Platz 3 mit der 4-mal-400-Meter-Staffel (3:18,29 min, zusammen mit Grit Breuer/Vorlauf, Sabine Busch/Endlauf, Kirsten Emmelmann, Petra Müller); im 400-Meter-Halbfinale ausgeschieden

## Auszeichnungen (Auswahl)
- 1984: Vaterländischer Verdienstorden in Gold
- 1986: Vaterländischer Verdienstorden in Bronze
- 1988: Vaterländischer Verdienstorden in Silber